# Unité urbaine de Terrasson-Lavilledieu
L'unité urbaine de Terrasson-Lavilledieu est une unité urbaine française des départements de la Corrèze et de la Dordogne, centrée sur la ville de Terrasson-Lavilledieu, en Dordogne.

## Données générales
Dans le zonage réalisé par l'Insee en 1999, l'unité urbaine (l'agglomération) de Terrasson-Lavilledieu est composée de cinq communes, dont quatre en Dordogne, dans l'arrondissement de Sarlat-la-Canéda, et une en Corrèze, dans l'arrondissement de Brive-la-Gaillarde.
En 2010, selon l'Insee, l'unité urbaine de Terrasson-Lavilledieu n'est plus composée que de deux communes qui constituent également l'aire urbaine de Terrasson-Lavilledieu, les trois autres communes du zonage 1999 formant l'unité urbaine du Lardin-Saint-Lazare.
Dans le nouveau zonage réalisé en 2020, l'unité urbaine est composée des deux mêmes communes. En 2020, la notion d'aire urbaine a été abandonnée et remplacée par celle d'aire d'attraction d'une ville. L'unité urbaine de Terrassson-Lavilledieu est incluse dans l'aire d'attraction de Brive-la-Gaillarde composée de 80 communes, dont 70 en Corrèze, six en Dordogne et quatre dans le Lot.

## Composition de l'unité urbaine

### Composition 1999
En 1999, l'unité urbaine était composée des cinq communes suivantes : Beauregard-de-Terrasson, Condat-sur-Vézère, Le Lardin-Saint-Lazare et Terrasson-Lavilledieu, en Dordogne, et Cublac, en Corrèze.

### Compositions 2010 et 2020
Aussi bien en 2010 que 2020, l'unité urbaine est composée des deux communes suivantes :
| Nom                                  | Code Insee | Département | Statut       | Superficie (km2) | Population (dernière pop. légale) | Densité (hab./km2) | Modifier                                    |
| ------------------------------------ | ---------- | ----------- | ------------ | ---------------- | --------------------------------- | ------------------ | ------------------------------------------- |
| Terrasson-Lavilledieu (ville-centre) | 24547      | Dordogne    | ville-centre | 39,34            | 6 262 (2022)                      | 159                | modifier les données · modifier les données |
| Cublac                               | 19066      | Corrèze     | banlieue     | 20,18            | 1 730 (2022)                      | 86                 | modifier les données · modifier les données |

## Évolution démographique
L'évolution démographique ci-dessous concerne l'unité urbaine selon le périmètre défini en 2020.
| 1968  | 1975  | 1982  | 1990  | 1999  | 2006  | 2011  | 2016  | 2022  |
| ----- | ----- | ----- | ----- | ----- | ----- | ----- | ----- | ----- |
| 6 590 | 7 353 | 7 682 | 7 564 | 7 695 | 7 813 | 8 009 | 7 822 | 7 992 |

Histogramme

(élaboration graphique par Wikipédia)

## Logement
En 2022, l'unité urbaine regroupe 4 511 logements contre 4 377 en 2016, soit une augmentation de 3,06 %. Il s'agit essentiellement de résidences principales (3 705), soit 82,1 % du parc immobilier. Les résidences secondaires ou les logements occasionnels sont minoritaires (366, soit 8,1 %), le reste correspondant à 440 logements vacants, soit 9,7 % du parc.

## Emploi
En 2017, l'unité urbaine offre 3 083 emplois, contre 2 969 en 2016, soit une hausse de 3,84 %. De son côté, le chômage affecte 601 personnes (18,1 % de la population active) en 2022 contre 632 en 2016 (19,3 %), soit une amélioration de 1,2 point.